# 헤로쿠
헤로쿠 주식회사(Heroku, Inc)는 웹 애플리케이션 배치 모델로 사용되는 여러 프로그래밍 언어를 지원하는 클라우드 PaaS이다. 최초의 클라우드 플랫폼들 가운데 하나인 헤로쿠는 2007년 6월 개발이 시작되었고 당시에는 루비 프로그래밍 언어만 지원하였으나 지금은 자바, Node.js, 스칼라, 클로저, 파이썬, PHP, 고를 지원한다. 이러한 이유로, 헤로쿠는 개발자가 모든 언어 간 비슷한 방식으로 애플리케이션들을 빌드, 실행하고 스케일링할 수 있게 하므로 헤로쿠는 폴리글롯 플랫폼으로 간주된다. 헤로쿠는 2010년 세일즈포스닷컴에 인수되었다.

## 용어

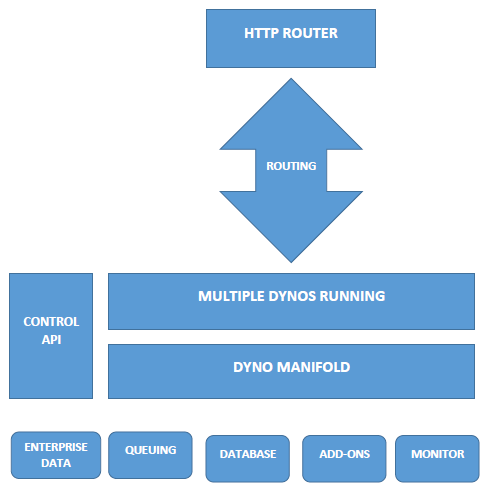
헤로쿠 플랫폼 동작 다이어그램.

"헤로쿠"(Heroku)는 "heroic"과 "haiku"를 합친 것이다. 일본 테마는 루비를 개발한 마츠모토 유키히로가 맡았다. 헤로쿠 개발자들은 일본어나 다른 언어로 그들의 프로젝트의 이름에 특별한 의미를 부여하고 싶지는 않았다.

## 제품
- The Heroku Platform
- Heroku Postgres
- Heroku Redis
- Heroku Teams
- Heroku Enterprise
- Heroku Connect
- Heroku Elements